# Parafia Ewangelicko-Augsburska w Ostrowie Wielkopolskim
Parafia Ewangelicko-Augsburska w Ostrowie Wielkopolskim – ewangelicko-augsburska parafia w Ostrowie Wielkopolskim, należąca do diecezji pomorsko-wielkopolskiej. Mieści się przy ulicy Kaliskiej.

## Historia
Za początek historii protestantów w Ostrowie można przyjąć sprowadzenie do miasta przez Franciszka Bielińskiego, w pierwszej połowie XVIII wieku, grupy niemieckich rzemieślników z Głogowa – osiadający tutaj Niemcy byli na ogół ewangelikami, a wśród Polaków w Ostrowie protestanci byli nielicznie reprezentowani. Początkowo był w mieście tylko cmentarz, nie było ani kościoła, ani nawet duchownego. Po posługę jeżdżono na Śląsk lub do pobliskich Zdun. Wprowadzenie przez Stanisława Augusta swobód religijnych otworzyło drogę do oficjalnego utworzenia w 1768 parafii, pierwsze nabożeństwo w Ostrowie odprawiono jednak dopiero w 1775 roku. W 1778 roku oddano do użytku kościół. W całym XIX wieku oddano do użytku kilka innych budynków i cmentarzy (ostatnia nekropolia w roku 1911). Na czas budowy świątyni przypadał też okres największego udziału protestantów w ludności miasta (50%, Ostrów zwano wówczas Niemieckim), w początkach XX wieku ewangelicy stanowili 30% mieszkańców, obecnie jest to kilkanaście rodzin w mieście i okolicy.
Do najbardziej znanych duchownych związanych z ostrowską parafią ewangelicką należeli między innymi Berthold Harhausen, Arthur Rhode i Theodor Wotschke. W latach 70. administratorem parafii ewangelickiej św. Trójcy był Paweł Anweiler, późniejszy biskup cieszyński.